# Cleopa Ilie
Sfântul Cleopa de la Sihăstria, (nume de mirean: Constantin Ilie) (n. 10 aprilie 1912, Sulița, Botoșani, România – d. 2 decembrie 1998, Mănăstirea Sihăstria, România) a fost arhimandrit și stareț la Mănăstirea Sihăstria.

## Biografie
Părintele Cleopa (pe numele de mirean, Constantin) s-a născut într-o familie de țărani, fiind al cincilea copil din cei zece ai familiei lui Alexandru Ilie. A urmat cursurile școlii primare din satul natal, făcând apoi trei ani de ucenicie duhovnicească la schimonahul Paisie Olaru, pustnic în Schitul Cozancea.
În decembrie 1929 se alătură obștii schitului Sihăstria, alături de fratele mai mare, Vasile. Pe 12 decembrie 1932, de ziua Sfântului Ierarh Spiridon, sunt primiți în obștea schitului. În 1935 este luat în armată, în orașul Botoșani. În 1936 se reîntoarce la schit și este tuns în monahism pe 2 august 1937, primind numele călugăresc de "Cleopa". În iunie 1942 este numit locțiitor de egumen, din cauza stării precare de sănătate a starețului Ioanichie Moroi.
Pe 27 decembrie 1944 este hirotonit ierodiacon, iar pe 23 ianuarie 1945 este hirotonit ieromonah de către Episcopul Galaction Cordun, pe atunci stareț al Mănăstirii Neamț. Ulterior este numit oficial egumen al Schitului Sihăstria.
În 1947, Schitul Sihăstria este ridicat la rang de mănăstire, iar protosinghelul Cleopa Ilie este hirotesit arhimandrit, cu aprobarea patriarhului Nicodim Munteanu. În 1948, urmărit de Securitate, se retrage pentru șase luni în pădurile din jurul Mănăstirii Sihăstria, iar pe 30 august 1949, arhimandritul Cleopa Ilie este numit stareț al Mănăstirii Slatina Suceava unde se transferă alături de 30 de călugări din obștea Mănăstirii Sihăstria, ca urmare a deciziei patriarhului Justinian Marina.
Întemeiază la Mănăstirea Slatina o obște care numără peste 80 de persoane. Între 1952-1954, este urmărit de Securitate și se retrage în Munții Stănișoarei, împreună cu ieromonahul Arsenie Papacioc. După doi ani este readus în mănăstire, din dispoziția Patriarhului Justinian.
În 1956, revine la metanie, iar în primăvara anului 1959, se retrage pentru a treia oară în Munții Neamțului, unde își petrece următorii 5 ani. Revine la Mănăstirea Sihăstria în toamna anului 1964, ca duhovnic al întregii obști, și povățuiește fără întrerupere atât călugări, cât și mireni, timp de 34 de ani.
Încetează din viață pe 2 decembrie 1998.

## Canonizare
La 12 iulie 2024, sinodul BOR a aprobat canonizarea a 16 sfinți, printre care și părintele Cleopa Ilie. La 4 februarie 2025, în cadrul Sfintei Liturghii oficiate în Catedrala patirarhală „Sfinții Împărați Constantin și Elena” din București, a fost proclamată canonizarea celor 16 sfinți duhovnici și mărturisitori, în prezența întregului Sinod BOR. La 7 august 2025, la Mănăstirea Sihăstria din Neamț, cu prilejul hramului bisericii noi a Sfintei Cuvioase Teodora de la Sihla, în prezența a peste 20.000 de pelerini și a unui sobor de 24 de ierarhi, a avut loc proclamarea locală a canonizării Sfinților Cuvioși Cleopa și Paisie.

## Tropar
Troparul Sfinților Cuvioși Cleopa și Paisie de la Sihăstria:
Glas 1
Pe-ai Moldovei luceferi și pe stâlpii smereniei, care pe pământ cu credință într-un gând nevoitu-s-au, pe marele Cleopa cel smerit, pe gura tunătoare-a lui Hristos, și pe Paisie duhovnicul cel preablând cu râvnă să-i cinstim, zicând: Slavă Celui ce v-a slăvit pe voi, slavă Celui ce v-a întărit, slavă Celui ce minunați v-a arătat și rugători pentru noi.

## Opera
- Despre credința ortodoxă, București, 1981, 280p. (reeditată în 1985, apoi la Galați sub titlul: "Călăuza în credința ortodoxă", 1991, 276 p.);
- "Predici la praznice împărătești și sfiți de peste an", Ed. Episcopiei Romanului, 1986, 440 p.;
- "Predici la Duminicile de peste an", Ed. Episcopiei Romanului, 1990, 560 p.;
- "Valoarea sufletului", Galați, 1991, 176 p. (o re-editare la Bacău, 1994, 238 p.);
- "Urcuș spre înviere (predici duhovnicești)", Mănăstirea Neamț, 1992, 416 p.;
- "Despre vise și vedenii", București, 1993, 270 p.;
- Cleopa Ilie și Ioanichie Bălan, "Cum putem intra în rai", Vânători, Mănăstirea Sihăstria, 2004;
- "Acatiste alcătute de Arhimandritul Cleopa Ilie și Ieroschimonahul Paisie Olaru", Vânători, Mănăstirea Sihăstria, 2005.
- Numeroase articole în diferite reviste și ziare, predici în manuscris.

## Galerie

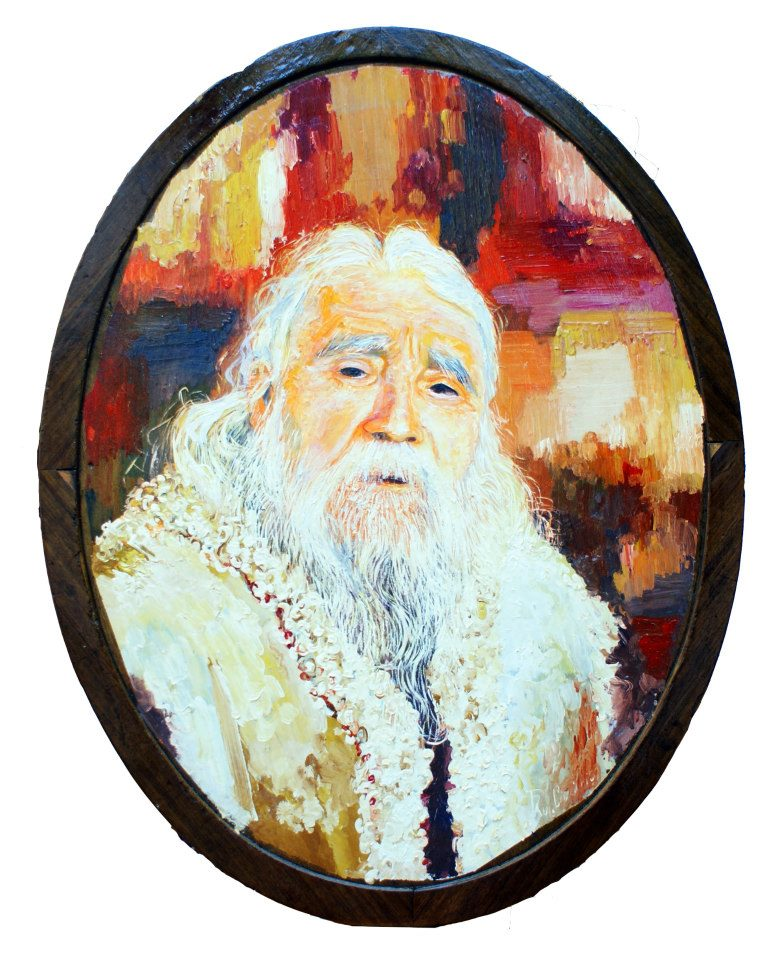
Arhimandritul Ilie Cleopa, portret de Paul Mecet
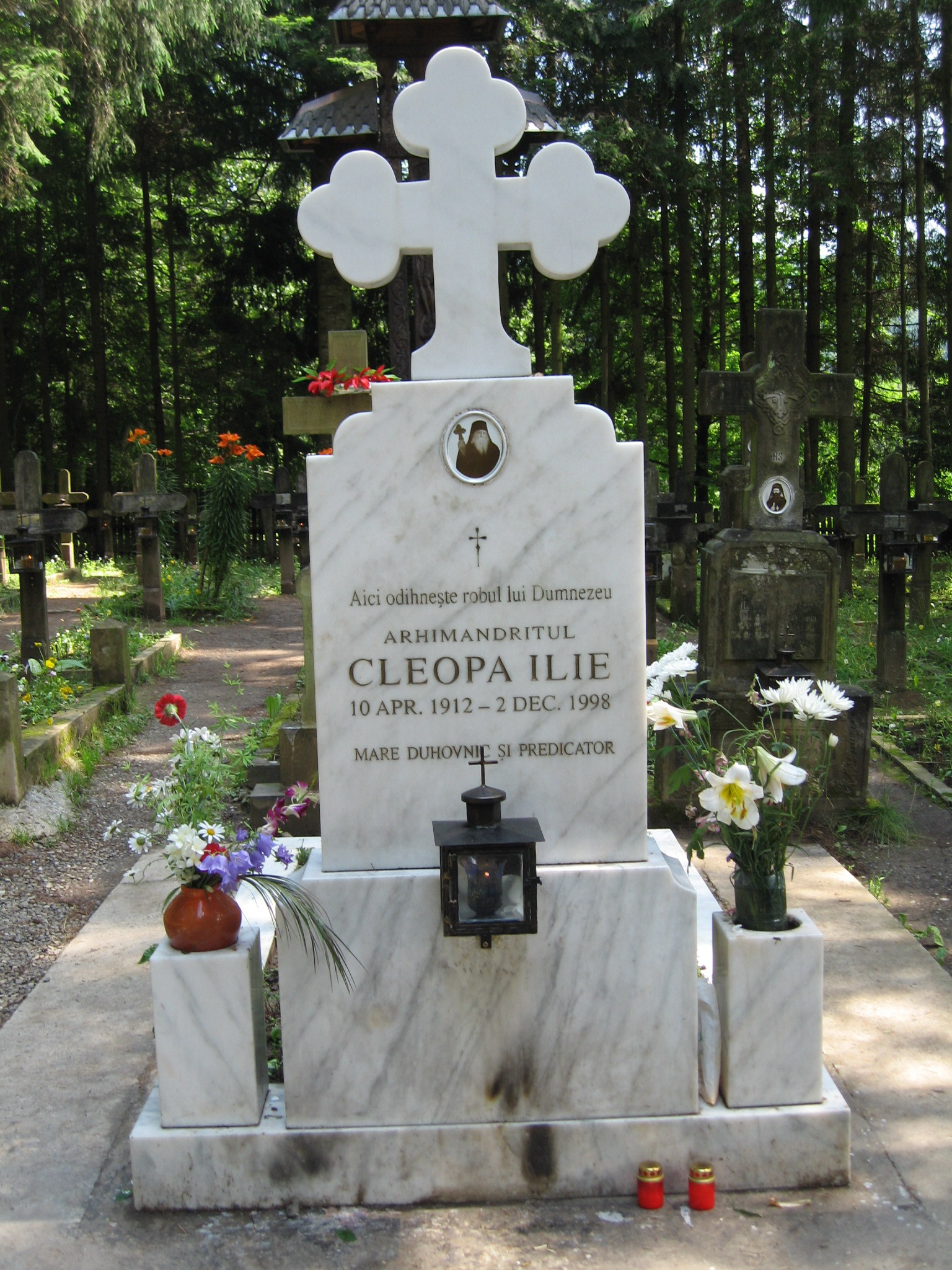
Mormântul lui Cleopa Ilie din cimitirul Mănăstirii Sihăstria
Mormântul lui Cleopa Ilie din cimitirul Mănăstirii Sihăstria